# هاري لوري
هاري لوري (2 نوفمبر 1944 - ) (بالإنجليزية: Harry Laurie)‏ هو لاعب كرة سلة أمريكي في مركز هجوم خلفي.

## وصلات خارجية
- هاري لوري على موقع سبورتس رفرنس (الإنجليزية)
- هاري لوري على موقع كلية كرة السلة في سبورتس رفرنس.كوم (الإنجليزية)
- هاري لوري على موقع ريلجم (الإنجليزية)
- هاري لوري على موقع بروبوليرز (الإنجليزية)